# Anton Calenic
Anton Calenic, né le 1er février 1943, est un kayakiste roumain pratiquant la course en ligne.

## Palmarès

### Jeux olympiques
- Jeux olympiques de 1968 à Mexico :
  -  Médaille d'argent en K-4 1 000 m[1].

### Championnats du monde
- Championnats du monde de course en ligne de canoë-kayak de 1966 à Berlin-Est :
  -  Médaille d'or en K-4 1 000 m.